# Coulmannia
Coulmannia är ett släkte av kräftdjur. Coulmannia ingår i familjen Paramunnidae.
Kladogram enligt Catalogue of Life:
| Coulmannia | \| \| Coulmannia australis \| \| \| \| \| \| Coulmannia frigida \| \| \| \| |
|            | \| \| Coulmannia australis \| \| \| \| \| \| Coulmannia frigida \| \| \| \| |
|            | Coulmannia australis                                                        |
|            |                                                                             |
|            | Coulmannia frigida                                                          |
|            |                                                                             |

## Bildgalleri

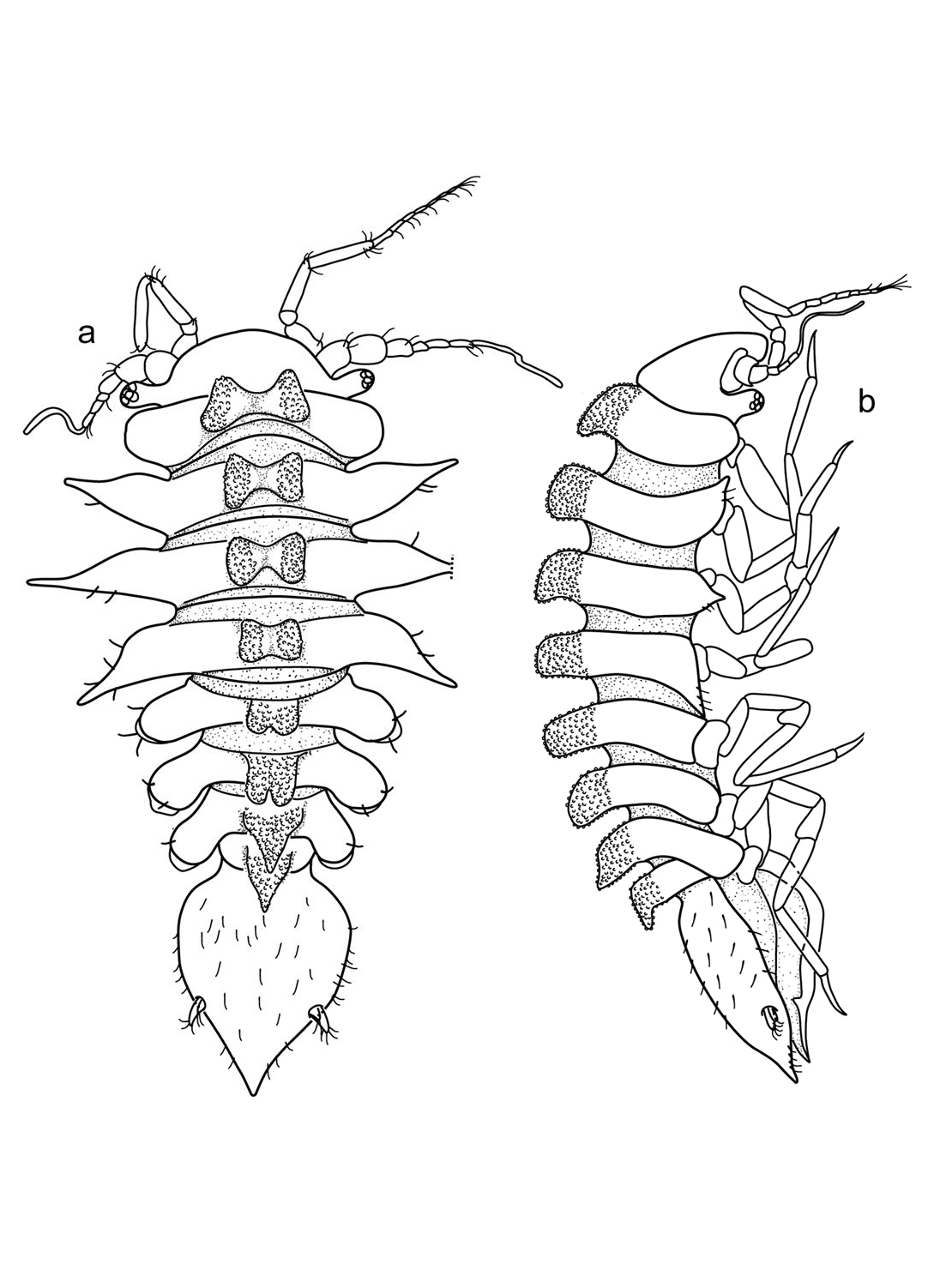